# وبر-کمدن (مینیاپولیس)
وبر-کمدن (به انگلیسی: Webber-Camden) یک منطقهٔ مسکونی در ایالات متحده آمریکا است که در مینیاپولیس واقع شده‌است. وبر-کمدن ۵٬۰۹۷ نفر جمعیت دارد.